# Monuments Men
Monuments Men (The Monuments Men) è un film del 2014 diretto e interpretato da George Clooney.
La pellicola, con protagonisti Clooney, Matt Damon, Bill Murray, John Goodman, Jean Dujardin, Bob Balaban, Hugh Bonneville e Cate Blanchett, è una libera trasposizione cinematografica dell'omonimo libro del 2009 scritto da Robert Edsel.
Personaggi e storia sono ispirati ai veri protagonisti del programma Monuments, Fine Arts, and Archives e alle vicende svoltesi durante la Seconda guerra mondiale, seppure con notevoli cambiamenti, semplificazioni e cambiando tutti i nomi.

## Trama
Durante la seconda guerra mondiale, a Gand, in Belgio, alcuni religiosi stanno tentando di portare in salvo opere dalla presa dei nazisti, tra cui un'inestimabile pala d'altare. Intanto a New York, lo studioso d'arte Frank Stokes convince il Presidente degli Stati Uniti d'America a permettergli di radunare un piccolo gruppo di curatori di musei, architetti ed esperti d'arte per arruolarli nell'esercito allo scopo di ritrovare le opere d'arte storiche trafugate da Adolf Hitler nei paesi europei invasi. Tra i suoi collaboratori anche l'inglese Donald Jeffries, che dopo essersi screditato professionalmente era caduto nell'alcolismo e che ora, nell'uniforme dell'esercito britannico, sembra trovare una nuova ragione di vita nel salvare il patrimonio artistico mondiale.
Dopo avere ingaggiato i vari componenti del gruppo, chiamati "Monuments Men", Stokes si reca con i suoi compagni in Inghilterra per l'addestramento base, dove spiega loro le varie ragioni della sua chiamata e i suoi sospetti su dove potrebbero trovarsi le opere razziate, che molto probabilmente sono state nascoste in Francia. Si recano quindi in un accampamento in Normandia, dove i soldati hanno sorpreso alcuni tedeschi intenti nella rapina di alcuni quadri. Stokes viene a sapere dal suo collaboratore Sam Epstein, che ha ascoltato di nascosto i discorsi degli ufficiali, che questi erano diretti a Siegen, in Germania, con altri camion carichi di opere d'arte di ogni genere.
Intanto James Granger, un altro dei Monuments Men, si reca in soccorso a Parigi, dove incontra l'esperta d'arte Claire Simòne, impiegata alla Galleria nazionale dello Jeu de Paume, e cerca di ottenere da lei informazioni per scoprire dove le opere d'arte siano effettivamente state trasportate, ma si scontra con la riluttanza della donna, arrestata come collaborazionista al servizio dell'ufficiale nazista Viktor Stahl dopo la ritirata delle truppe tedesche che occupavano la zona. Granger si rende conto che molte delle opere d'arte sono state rubate non solo ai musei, ma anche alle famiglie ebree deportate nei campi di sterminio.
Convinto ormai che i nazisti siano in fuga verso Siegen, Stokes organizza una nuova strategia e invia i suoi uomini Rich Campbell e Preston Savitz in Belgio, mentre Walter Garfield e Jean-Claude Clermont si recano in Germania. Donald Jeffries si presenta invece dal colonnello Langton per chiedergli il permesso di entrare nella città di Bruges, ancora occupata dalle truppe tedesche, in modo da salvare la scultura della Madonna col Bambino, inestimabile opera di Michelangelo, ma la sua richiesta viene respinta per non mettere a rischio l'incolumità della città belga. Jeffries tuttavia decide di entrare ugualmente a Bruges da solo e di nascosto, ma all'interno della chiesa di Nostra Signora viene ucciso dai nazisti, i quali riescono a fuggire con la statua michelangiolesca che stava difendendo.
Nel frattempo, James viene a sapere del decreto Nerone di Hitler nel quale il Führer decreta che nel caso la Germania venisse sconfitta e lui stesso dovesse morire, tutto ciò che gli appartiene dovrà essere distrutto, comprese le opere d'arte rubate. Nonostante questa terribile prospettiva, Claire non vuole fornirgli alcuna informazione in quanto non si fida ancora di lui e teme che le opere, se ritrovate, non saranno poi restituite alla Francia.
Campbell e Savitz, in Germania, vengono condotti nella dimora di un ex soldato tedesco esperto d'arte, che scoprono in possesso di molti dipinti sottratti alla famiglia ebrea dei Rothschild e che si rivela quindi essere lo stesso Stahl, uno degli ufficiali nazisti che avevano requisito le opere d'arte. In Belgio invece Garfield e Clermont rimangono, loro malgrado, coinvolti in uno scontro a fuoco con le truppe tedesche, dove Jean-Claude viene ferito gravemente per poi morire a causa della mancanza di cure.
Una volta riunitisi, i Monuments Men intuiscono che alcune miniere in territorio tedesco, segnate su una mappa sottratta ai nazisti, potrebbero essere proprio i luoghi segreti nei quali sono state nascoste le opere d'arte. Si recano quindi nella miniera di rame a Siegen, dove ritrovano migliaia di dipinti rubati, e in seguito a Merkers, dove fra molte altre opere d'arte ritrovano casualmente anche 100 tonnellate di lingotti d'oro, la riserva aurea nazista.
James, ancora in Francia, riceve l'ordine di trasferimento per tornare dai suoi compagni, ma viene invitato a una cena formale da Claire, finalmente convinta a fidarsi di lui e a rivelargli le informazioni necessarie per i ritrovamenti delle opere. Durante un'ennesima perlustrazione, i Monuments Men scoprono che una delle più importanti opere, la pala d'altare di Gand, è nascosta ad Altaussee in Austria. Intanto a Heilbronn i tedeschi appiccano il fuoco a centinaia di dipinti, e Stokes e gli altri giungono troppo tardi per salvarli.
Giunti ad Altaussee, i Monuments Men scoprono che gli ingressi della miniera di sale sono stati fatti saltare e che sono quindi completamente ostruiti. Devono trovare tuttavia una soluzione per penetrare velocemente nella miniera, perché proprio in quel giorno la Germania si è finalmente arresa ponendo fine alla guerra e, secondo gli accordi fra le potenze vincitrici, è previsto che entro 24 ore la zona di Altaussee passi sotto il controllo dell'esercito sovietico.
I Monuments Men sono quindi costretti a innescare una carica esplosiva per liberare l'ingresso della miniera e recuperare in poche ore le maggiori opere d'arte nascoste nelle gallerie. Stokes ritrova tra le tante opere la Madonna di Bruges per la quale Jeffries aveva sacrificato la vita. Con l'aiuto di Granger, Campbell e Savitz, Stokes riesce a portare fuori la statua insieme ad altri capolavori, fra i quali anche la pala d'altare di Gand, e ad allontanarsi appena in tempo, prima dell'arrivo di un reparto dell'Armata Rossa intenzionato ad appropriarsi delle opere come bottino di guerra.
A guerra finita, l'amministrazione statunitense provvede a catalogare tutte le opere ritrovate e a restituirle ai rispettivi luoghi di appartenenza. I Monuments Men concludono quindi la loro avventura, tornando in patria dalle loro famiglie e alla vita civile. Stokes, trent'anni dopo gli eventi, torna accompagnato da un nipotino ad ammirare la Madonna col Bambino in Belgio, ripensando ai suoi vecchi amici che sono morti per salvare quegli storici capolavori.

## Produzione
.
Le riprese del film iniziarono nel marzo e terminarono il 26 giugno 2013 e si svolsero tra Germania e Regno Unito, nelle città di Potsdam (nello studio Babelsberg), Berlino (Museumspark Rüdersdorf), Merseburg, Goslar, Halberstadt e Osterwieck sul territorio tedesco, e nelle città di Camber e Rye sul suolo britannico.

### Cast
Il personaggio di James Granger fu affidato inizialmente all'attore Daniel Craig, il quale dovette rinunciare al progetto poco prima dell'inizio delle riprese a causa di alcuni conflitti di programmazione con altre riprese. La parte viene così affidata a Matt Damon.

## Promozione
Il primo trailer del film è stato diffuso l'8 agosto 2013, dopo che nei giorni precedenti furono diffuse le prime foto ufficiali. Il trailer italiano venne invece diffuso il 5 dicembre 2013.

## Distribuzione
La pellicola doveva essere distribuita nelle sale cinematografiche statunitensi a partire dal 18 dicembre 2013 ma il 22 ottobre 2013 lo stesso George Clooney annunciò che il film era stato rinviato al febbraio 2014 per consentire la lavorazione in post-produzione; infatti, gli effetti speciali non sarebbero stati pronti prima del 18 dicembre.

### Versione italiana
La direzione del doppiaggio e i dialoghi italiani sono stati curati da Marco Guadagno per conto della SEDIF. La sonorizzazione, invece, venne affidata alla CDC Sefit Group.

## Accoglienza
A fronte di un costo di produzione di 70 milioni di dollari, il film fino a giugno 2014 ne ha ricavati oltre 78 negli Stati Uniti (di cui 22 nel solo fine settimana di apertura), per un totale di quasi 155 in tutto il mondo, un discreto successo nonostante sia stato stroncato dalla critica.

## Accuratezza storica
Il film è basato su eventi reali, ma i nomi di tutti i personaggi sono stati cambiati e sono state apportate modifiche ai fatti storici nell'interesse cinematografico. Clooney stesso ha dichiarato che "l'80 percento della storia è completamente vera ed accurata, e quasi tutti gli avvenimenti sono accaduti realmente".
Nigel Pollard dell'Università di Swansea ha assegnato al film due stelle su cinque sull'accuratezza storica, dichiarando che "c'è un nocciolo di storia, ma la pellicola la segue in modo rapido per far funzionare il film, così lo spettatore finisce con una nozione confusa di ciò che era l'organizzazione Monuments, Fine Arts, and Archives e cosa abbia fatto. La vera organizzazione non era grande, poche decine di ufficiali al massimo, ma il film lo riduce a soli sette uomini e viene istituito dal personaggio di Clooney dopo il bombardamento dell'abbazia di Cassino, febbraio 1944, quando in realtà le sue origini risalgono all'intervento britannico in Libia nel 1942, ed esisteva già quando gli Alleati sbarcarono in Sicilia nel luglio del 1943."